# Carlos Huttich
Carlos Huttich Moreno (24 de febrero de 1963) es un deportista mexicano que compitió en judo. Ganó dos medallas en los Juegos Panamericanos en los años 1983 y 1987, y dos medallas en el Campeonato Panamericano de Judo en los años 1985 y 1986.

## Palmarés internacional
| Juegos Panamericanos    | Juegos Panamericanos          | Juegos Panamericanos | Juegos Panamericanos |
| Año                     | Lugar                         | Medalla              | Categoría            |
| ----------------------- | ----------------------------- | -------------------- | -------------------- |
| 1983                    | Caracas (Venezuela)           | Medalla de bronce    | –78 kg               |
| 1987                    | Indianápolis (Estados Unidos) | Medalla de plata     | –78 kg               |
| Campeonato Panamericano |                               |                      |                      |
| Año                     | Lugar                         | Medalla              | Categoría            |
| 1985                    | La Habana (Cuba)              | Medalla de plata     | –78 kg               |
| 1986                    | Salinas (Puerto Rico)         | Medalla de bronce    | –78 kg               |